# Blanquita Amaro
Blanquita Amaro (San Antonio de los Baños, Cuba, 30 de junio de 1923 - Miami, Estados Unidos, 15 de marzo de 2007) fue una actriz, cantante, vedette y bailarina cubana. Destacó en el cine de rumberas, protagonizando películas como Embrujo antillano, Hotel de verano y Escándalo de estrellas.

## Sus inicios artísticos
Se inició en la actuación en una pequeña carpa-teatro de su pueblo en obras dramáticas y musicales y ya a los nueve años ganó el primer premio en un concurso de canto en el Teatro Payret de La Habana. Comenzó a actuar en un club nocturno de La Habana pese a la oposición de sus padres y logró una rápida popularidad tanto en los teatros como en la radio de su ciudad natal, llegando al cine en 1938 con la película Estampas habaneras. La simpatía que irradiaba y el movimiento que le imprimía a su cuerpo la llevaron a compartir varias temporadas con las principales vedettes de una etapa artística cubana en la que ella supo destacarse por su novedosa forma de actuación. 

## Su paso por México
Siguió su carrera en México, donde fue denominada como "La Reina del Mambo" y continuó filmando acompañando a figuras de la época como, por ejemplo, con Pedro Infante en Escándalo de estrellas de 1944. En 1947 participó en Embrujo antillano, uno de los filmes musicales más costosos de su época, con Ramón Armengod y la famosa vedette cubana María Antonieta Pons.

## Radicación en Argentina
En 1947 se afincó en Argentina, donde ganó una enorme popularidad. Luego de una exitosa temporada que compartió con Tita Merello, Pedro Quartucci y Alberto Castillo en la comedia musical Malena luce sus pistolas en el teatro Casino, continuó su carrera en los principales escenarios porteños, junto a las más populares figuras del momento. Sus vestidos resplandecientes, su amplia sonrisa y ese modo de actuación sensual y gracioso al mismo tiempo la convirtieron en una de las vedettes predilectas del público local, que siguió también su labor radial y agotó sus discos grabados a lo largo de los años.
En radio hizo Canciones y sonrisas de América (1947), con Fidel Pintos, y Belleza tropical (1949), con Pablo Palitos. En 1948 debutó en el cine argentino acompañando a Los Cinco Grandes del Buen Humor en la película Cuidado con las imitaciones a la que seguirían Una noche en el Ta-Ba-Rin (1948), con Pepe Iglesias, A La Habana me voy, con Tito Lusiardo, El seductor, con Luis Sandrini, y Buenos Aires a la vista, con Pedro Irusta las tres de 1950; Locuras, tiros y mambos (1951), Bárbara Atómica, con Juan Carlos Thorry (1952) y Casada y señorita con Adolfo Stray, Pedro Quartucci, Tato Bores y el cantante Fernando Albuerne y Mi viudo y yo, con Alberto Closas ambas de 1954. En televisión, en 1951, trabajó en el programa  El telebar de las celebridades. Volvió luego a su país natal pero en 1959, después de la revolución cubana, salió definitivamente de la isla.
Tras salir de Cuba, Blanquita Amaro pasa a vivir a Panamá, donde produjo con mucho éxito su programa nocturno llamado El Show de Blanquita Amaro, que se convirtió en un clásico de la Televisión panameña y que era transmitido por TVN Canal 2 de Panamá. Posteriormente, los problemas políticos de Panamá a raíz del golpe de Estado de 1968 le llevan a salir de Panamá para radicarse de forma definitiva en la ciudad de Miami.

## Residencia definitiva en Miami
En 1968 se radicó en Miami, donde produjo y animó su propio show televisivo, El show de Blanquita Amaro, trabajó en Dígalo con mímica, participó en numerosas funciones benéficas organizadas por la Pro Arte Grateli Society y trabajó durante muchos años en programas de radio de esa ciudad en emisoras tales como La Poderosa y Cadena Azul.
Volvió a los escenarios porteños en los años 1970 junto a Amelita Vargas para retornar luego en forma definitiva a Miami. Su última aparición en el cine se produjo en ¡Qué Caliente está Miami! (1980), con Olga Guillot, Raymundo Hidalgo-Gato y Pedro Román. También ganó premios por su trabajo en el teatro con Vidas Robadas, y fue muy aplaudida en Las Amiguísimas, una comedia que protagonizó con Griselda Nogueras y Néstor Cabell, que presentó en Panamá.
Durante 28 años, Blanquita Amaro presentó Cuba canta y baila, un show dirigido por su hija y producido por su yerno en el Auditorio del Condado de Miami-Dade, por donde pasaron artistas tan importantes como Olga Guillot, Tongolele, María Marta Serra Lima y Xiomara Alfaro. Estuvo casada con el empresario y bongosero Orlando Villegas, quien fue además de su esposo, su director y representante y padre de su hija Idania.
Amaro falleció en Miami el 15 de marzo de 2007 a consecuencia de un paro cardíaco a los 83 años.

## Filmografía
- ¡Qué caliente está Miami! (1980)
- Casada y señorita (1954)
- Mi viudo y yo (1954)
- Bella, la salvaje (1953)
- Bárbara atómica (1952)
- Locuras, tiros y mambo (1951)
- Una cubana en España (1951)
- A La Habana me voy (1951)
- Buenos Aires a la vista (1950)
- El seductor (1950)
- Rincón criollo (1950)
- Una noche en el Ta Ba Rin (1949)
- Cuidado con las imitaciones (1948)
- Embrujo antillano (1947)
- Bésame mucho (1945)
- Escándalo de estrellas (1944)
- Hotel de verano (1944)
- Prófugos (1940)
- Estampas habaneras (1939)